# 万
万  est un kanji composé de 3 traits et fondé sur 一. Il signifie 10 000. Il fait partie des kyōiku kanji de 2e année. Il se lit マン (man) ou バン (ban) en lecture on et よろず (yorozu) en lecture kun.
Son Unicode est 4E07.

## Utilisation
Ce kanji est souvent utilisé comme un chiffre, voir 
一 (1),
二 (2),
三 (3),
四 (4),
五 (5),
六 (6),
七 (7),
八 (8),
九 (9),
十 (10),
百 (100),
千 (1 000),
万 (10 000), il sert à compter en japonais.
Il est également souvent utilisé pour dire « beaucoup ».
Attention : pour dire « 10 000 », on dira いちまん (ichiman, « une fois dix mille ») et pas seulementまん .